# Су-27
Су-27 (по класификацията на НАТО: Flanker) е многоцелеви, суперманеврен руски изтребител от 4-то поколение, създаден по времето на СССР за директно противопоставяне на тежките американски изтребители от 4-то поколение. Разработен е в руската компания ОКБ Сухой от конструкторите Н. С. Черняков, М. П. Симонов, А. А. Колчин и А. И. Книшев.
Първият полет на прототипа е през 1977 г., а през 1984 г., самолетите започват да постъпват на въоръжение. Днес този самолет се явява един от основните изтребители на руските ВВС, а негови модификации са на служба в Индия, Китай и редица други страни.
На базата на този самолет са разработени много различни по предназначение модификаци от 4-то и 4 ++ поколение.

## Разработка
ОАО Компания „Сухой“., warfare.ru.
През 1971 г. ВВС на СССР формулират първите тактико-технически изисквания (ТТИ) към програмата Перспективен фронтови изтребител (ПФИ). По това време в Съветския съюз са се запознали с изискванията за новия американски изтребител F-15 Eagle. Именно те са взети като основа за развитието на ТТИ за ПФИ. В този случай е предвидено, че съветският самолет трябва да надвишава редица ключови показатели на американския си аналог с 10%. Основните бойни задачи, които трябва да се изпълняват, включват унищожаване на противникови изтребители в близък въздушен бой с използване на управляеми ракети и оръдия, прехващане на въздушни цели на големи разстояния чрез насочване от наземна станция или автономно чрез РЛС на самолета, водене на въздушен бой на средни дистанции с управляеми ракети, съпровождане на ударни групи и унищожаване на малки по размер наземни цели. Поразяването на въздушни цели трябва да е възможно на малки и средни разстояния в свободното пространство и на фона на земята, ден и нощ, в неблагоприятни атмосферни условия, при използване на активни и пасивни смущения от врага.
Изпълнението на тези задачи предполага ПФИ да бъде оборудван с многорежимна радиолокационна станция (РЛС) в комбинация с оптико-електронна прицелна система. Въоръжението на самолета трябва да включва ракети със среден обсег и полуактивно радиолокационно насочване по подобие на американската AIM-7 Sparrow, ракети с топлинно насочване и 30-мм оръдие за близък бой.
За основни противници на новия изтребител се смятат F-15, F-4E и бъдещите F-16 и F-18.
Една от основните отличителни черти, която трябва да се постигне при ПФИ в сравнение с предишното поколение изтребители, като МиГ-23 и Су-15, е много висока маневреност. За постигането на тази задача е необходимо да се използват леки, мощни и ефективни двигатели, които да осигурят на самолета тяговъоръженост над 1, както и дизайн осигуряващ висока аеродинамична ефективност.
Построяването на първия прототип T10-1 е завършено през април 1977 г. На 20 май 1977 г. пилотът изпитател В. С. Илюшин прави първи полет. През май 1978 г. към тестовете се присъединява втори прототип – T10-2, а година по-късно са включени T10-3 и Т10-4, снабдени вече с редовите двигатели АЛ-31Ф („Изделие 99Н“). В допълнение към прототипите, за да се ускори работата по заводските изпитания, е взето решение да се приключи работата по цялата първоначална партида Су-27, предвидена за серийно производство в заводите през 1980 – 81 г. Впоследствие тези самолети са използвани от контрукторското бюро и ЛИИ („Летателно-изследователски институт“) за изпитания на отделни системи на самолета. През декември 1979 г., Су-27 е приет официално от военните за провеждане на държавни изпитания. По-късно серийният самолет ще придобие друг облик. При проведен комплексен анализ на характеристиките и качествата на прототипа спрямо евентуалния си противник – F-15, става ясно, че Су-27 в този си вид не превъзхожда опонента си и дори губи от него. Основните причини са неправилната оценка на възможностите на американския изтребител и превишаване на поставените лимити за теглото на самолета. В резултат на това се започва работа по нова аеродинамична компановка с цел да се намали челното съпротивление, да се подобрят носещите свойства на крилото, което води до преминаване от трапецовидна форма към стреловидна, намаляване теглото на самолета и др. Така се започва работа по протип Т10С. Първият прототип на Су-27 в серийна конфигурация, T10-7 е предаден за изпитания през пролетта на 1981 г. а първият полет е изпълнен от В. С. Илюшин на 20 април 1981 година. От 1982 г., в завода в Комсомолск на Амур, започва масово производство на самолета. За първи път сериен Су-27 произведен в завода излита на 1 юни 1982 година. Държавните изпитания на Су-27 са завършени през декември 1983 година. Производство на учебно-бойния вариант Су-27УБ започва в завода в Иркутск, а на 10 септември 1986 г. е първият полет. В бойните части Су-27УБ започва да постъпва през 1987 година.

## Модификации
- Су-27П – първият сериен вариант, прехващач, който постъпва в частите на ПВО на Съветския съюз
- Су-27С – сериен вариант, прехващач, който постъпва на въоръжение във ВВС на Съветския съюз. За разлика от Су-27П, този вариант включва възможност за удари по земни цели с използването на неуправлямо въоръжение – авио-бомби, реактивни снаряди
- Су-27УБ – двуместен, учебно-боен вариант
- Су-27СК – експортен вариант на Су-27С
- Су-27К (Су-33) – палубен вариант предназначен за базиране на самолетоносач
- Су-27ПУ (Су-30) – двуместен прехващач на базата на Су-27УБ с подобрена система за управление и насочване
  - Су-30МК – модернизиран многоцелеви вариант на базата на Су-30 предназначен за експорт. Увеличен боен товар, нов радар с възможности за използване на управляемо въоръжение въздух-земя, възможност за използване на ракети Р-77 въздух-въздух.
  - Су-30МКА – вариант на Су-30МК предназначен за Алжир
  - Су-30МКИ – модификация на Су-30МК предназначена за Индия. Този вариант притежава голяма част от възможностите на Су-35, добавени по искане на индийската страна.
  - Су-30МКК – вариант на Су-30МК предназначен за Китай
  - Су-30МКВ – вариант на Су-30МК предназначен за Венецуела
  - Су-30МК2 – модернизиран вариант на Су-30МК
  - Су-30МКМ – вариант на Су-30МК предназначен за Малайзия
  - Су-30СМ – вариант на Су-30МК2 предназначен за Русия
- Су-27М(Су-35) – дълбока модернизация носеща експортно наименование Су-35, първоначално означението на руските ВВС е Су-27М. Многоцелеви вариант с повишена маса, конструкция триплан заимствана от Су-33, уголемена носова част на фюзелажа с цел побирането на по-големия радар, уголемени гондоли за побиране на по-мощните двигатели, разширен набор от въоръжение и др. Су-35 получава две допълнителни модернизации – първата е Су-37, който остава само прототип демонстратор, а втората е под името Су-35БМ през 2009 г. Последният е поръчан през 2010 г. за приемане на въоръжение в руските ВВС под името Су-35С
- Су-27ИБ(Су-32, Су-34) – двуместен прототип на изтребител-бомбардировач, който впоследствие се развива в две версии – палубна Су-32ФН и за сухопътно базиране Су-34. И при двата пилотите са разположени един до друг, а влизането в кабината е през отсек в предната долна част на самолета
- Су-27КУБ(Су-33УБ) – двуместен учебно-боен вариант на Су-33, като пилотите са разположени един до друг както при Су-34
- Су-27СМ – модернизиран многоцелеви вариант на Су-27С с увеличен боен товар
- Су-27СМ2 – допълнителна модернизация на Су-27СМ с компоненти и модули заимствани от Су-35БМ. Основна разлика е използването на по-мощни двигатели „Салют“ АЛ-31Ф-М1 с форсажна тяга 13500 kgf и управляем вектор на тягата. [3] Това е най-развитата модификация на базовия Су-27 предназначена за руските ВВС
- Су-27СКМ – експортна версия на Су-27СМ
- Shenyang J-11 – произвеждан вариант от Китай за собствени нужди, по лиценз
- Су-27С1М – украински модернизиран вариант на Су-27

## Характеристики Су-27СК
ОАО Компания „Сухой“., КНААПО.

### Базови характеристики
- Екипаж: 1 пилот
- Дължина: 21.9 m
- Размах на крилете: 14.7 m
- Височина: 5.9 m
- Нормална маса при излитане с 2бр. ракети Р-27Р1 + 2бр. ракети Р-73Э, 5270 кг гориво: 23430 kg
- Максимална маса при излитане: 30450 kg
- Максимален запас на гориво във вътрешните резервоари: 9400 kg
- Максимален боен товар: 4430 kg

### Двигатели
- Модел: НПО „Сатурн“ АЛ-31Ф [6]
- Брой двигатели: 2
- Нормална тяга: 7670 kgf, 75.2 kN
- Максимална тяга на форсаж: 12500 kgf, 122.59 kN

### Представяне
- Максимална скорост на голяма височина: Mach 2.35
- Максимална скорост до земята: 1400 km/h
- Таван: 18500 m
- Максимална далечина на полета с нормална маса при излитане, до земята: 1340 km
- Максимална далечина на полета с нормална маса при излитане, на голяма височина: 3530 km
- Максимално допустимо претоварване: 9 g
- Отношение тяга/тегло (тяговъоръженост) при нормална излетна маса: 1.06

## Въоръжение
ОАО Компания „Сухой“.
Паралелно с разработката на ПФИ се работи и върху концепцията за неговото въоръжение и по специално нови ракети от тип „въздух-въздух“. Проектирането на ракета със среден обсег получава работното наименование К-27 а за близък бой К-73. Разработката на К-27 цели създаването на два варианта в зависимост от обхвата на ракетата: базов вариант с обсег 70 – 80 км и енергетичен („энергетических“) с обсег 120 – 130 км. Първоначално и двата варианта на ракетата са предвидени да използват различни типове насочване – полуактивно радиолокационно, топлинно, активно радиолокационно и пасивно радиолокационно. При приемане на въоръжение ракетата получава наименованието Р-27 като и двата варианта имат модел с първите два типа насочване. Така в зависимост от насочването моделите от базовия вариант са Р-27Р и Р-27Т, а енергетичният – Р-27ЕР и Р-27ЕТ. Впоследствие са добавени модели Р-27АЕ и Р-27П съответно с активно и пасивно радиолокационно насочване.

### Въоръжение на Су-27СК
- Максимален боен товар: 4430 kg
- Брой точки за окачване на боен товар: 10
- Едно 30-милиметрово оръдие ГШ-30-1 с боезапас от 150 снаряда
- Ракети „въздух-въздух“: Р-27Р1(ЭР1) Р-27Т1(ЭТ1) Р-73Э
- Неуправляеми реактивни снаряди (НУРС): С-8КОМ, С-8ОМ, С-8БМ С-13Т, С-13ОФ С-25ОФМ-ПУ
- Авио-бомби с калибър от 100, 250 и 500 килограма
- Касетъчни бомби: РБК-500

Модернизираният вариант Су-27СКМ е с увеличен боен товар до 8000 kg и позволява използването на по-новата ракета със среден обсег Р-77, съответно в нейния експортен вариант. В допълнение на това, самолетът може да изпълнява ефективно и задачи по нанасяне на удари по земни и морски цели. В арсенала са включени управляеми авиобомби КАБ-500Кр, КАБ-500-ОД и до една КАБ-1500Кр, ракети въздух-земя Х-29Т, Х-29ТЕ с телевизионно насочване, Х-29Л с лазерно насочване и Х-31А, Х-31П съответно с активно и пасивно радиолокационно насочване. 

## Рекорди и постижения
Aviastar.
В края на 1986 г., са установени няколко рекорда за скороподемност от новия съветски самолет – П-42. На 27 октомври 1986 г. пилотът Виктор Пугачов се изкачва на височина от 3000 m за 25,4 секунди, а на 15 ноември се изкачва до 6000, 9000 и 12 000 метра за 37,1, 47,0 и 58,1 сек. съответно, като по този начин превишава с повече от 2 сек. недостижимите от десетилетие рекорди, поставени от американския пилот Р. Смит с F-15. П-42 е специализиран, олекотен вариант на Су-27, подготвен специално за изпитания за поставяне на рекорди. За целта е използван един от първите серийни прототипи Т10. Масата на П-42 е редуцирана до 14 100 кг, което е почти с 2 тона по-малко от сериен Су-27. От двигателите е „изцедена“ форсажна тяга от 13 600 kgf, което е над един тон разлика спрямо серийните двигатели. Постигнатата тяговъоръженост е била почти 2. Това дава възможност при вертикално изкачване да се преминава звуковата бариера без проблем. Стига се дори до ситуации, в които спирачките на самолета са недостатъчни, за да го удържат на земята в стартова позиция. На 10 март 1987 г. П-42 с пилот Н.Ф. Садовников надминава своите собствени рекорди на 9 и 12 km височина, като се изкачва с още три секунди по-бързо – 44,2 сек. и 55,5 сек. съответно.

## Оператори
Flight Global., Aviation Week.
- Ангола – 7 Су-27СК
- Беларус – 22 Су-27
- Виетнам – 7 Су-27СК, 5 Су-27УБК
- Еритрея – 6 Су-27СК
- Етиопия – 14 Су-27СК
- Индонезия – 10 Су-27, Su-30MK
- Казахстан – 30 Су-27
- Китай – 171 Су-27, J-11
- Русия – 320 Су-27СМ
- Монголия – 4 Су -27
- Узбекистан – 30 Су-27
- Украйна – 65 Су-27
- Мианмар – 3+ Су-27